# Гвоздичное дерево
См. также: Гвоздика (пряность).
Гвозди́чное де́рево, или Сизи́гиум арома́тный (лат. Syzýgium aromáticum) — тропическое дерево; вид рода Сизигиум семейства Миртовые. Высушенные нераскрывшиеся цветочные почки (бутоны) этого дерева — известная пряность гвоздика.
Синонимы: Caryophyllum aromaticus L., Eugenia aromatica L., Eugenia caryophyllus Spreng.

## Распространение
Родиной гвоздики считаются Молуккские острова (Малайский архипелаг в Индонезии). В настоящее время выращивается:
- в Индонезии (включая Молуккские острова), Малайзии, Индии
- на Цейлоне, Мадагаскаре
- в Танзании (90 % мирового производства)
  - остров Занзибар
  - остров Пемба

## Ботаническое описание

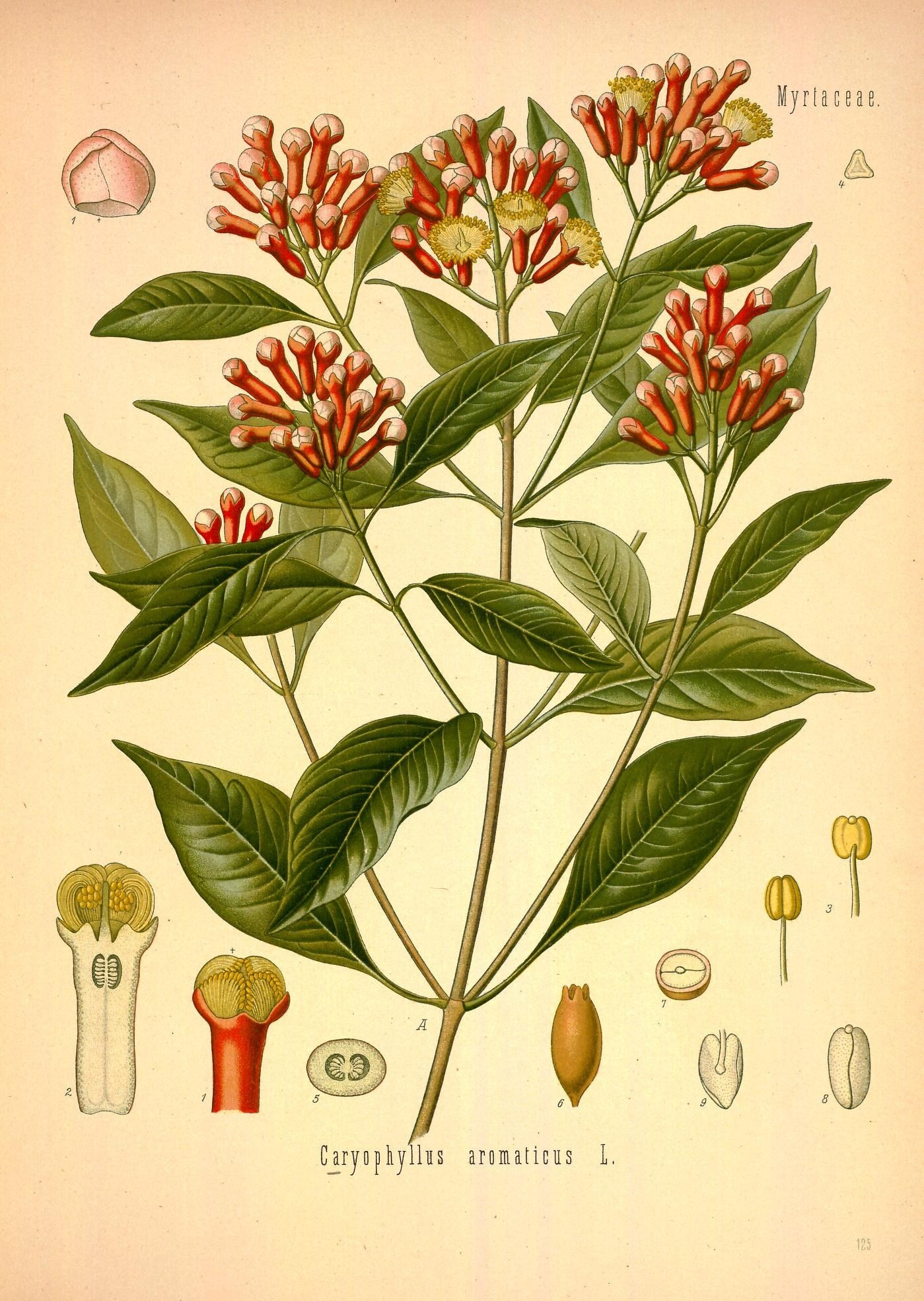

Вечнозелёный кустарник или деревце с пирамидальной кроной, обладающее сильным ароматом.
Листья кожистые, супротивные, черешковые, эллиптические, голые, тёмно-зелёные.
Цветки пурпурно-красные, мелкие, собраны в сложные полузонтики.
Плод — ложная ягода.

## Производство
Производство гвоздики не так сложно, как, например, ванили. Цветёт дерево два раза в год и даёт при этом обильные урожаи. Ферментация собранных бутонов тоже не представляет трудности. Происходит она на солнце и продолжается до появления у гвоздики специфического треска при перемалывании.
Из-за относительно небольших затрат на производство цена пряности довольно невелика.

## Состав действующих веществ
Бутоны содержат до 20 % эфирного масла и около 20 % дубильных веществ. Основной компонент эфирного масла гвоздики — эвгенол (70—90 %), также в нём содержится 3 % ацетилэвгенола и кариофиллен, представляющий собой нечистую смесь сесквитерпенов, ванилина, белковых веществ и минеральных солей.

## Свойства гвоздики — пряности

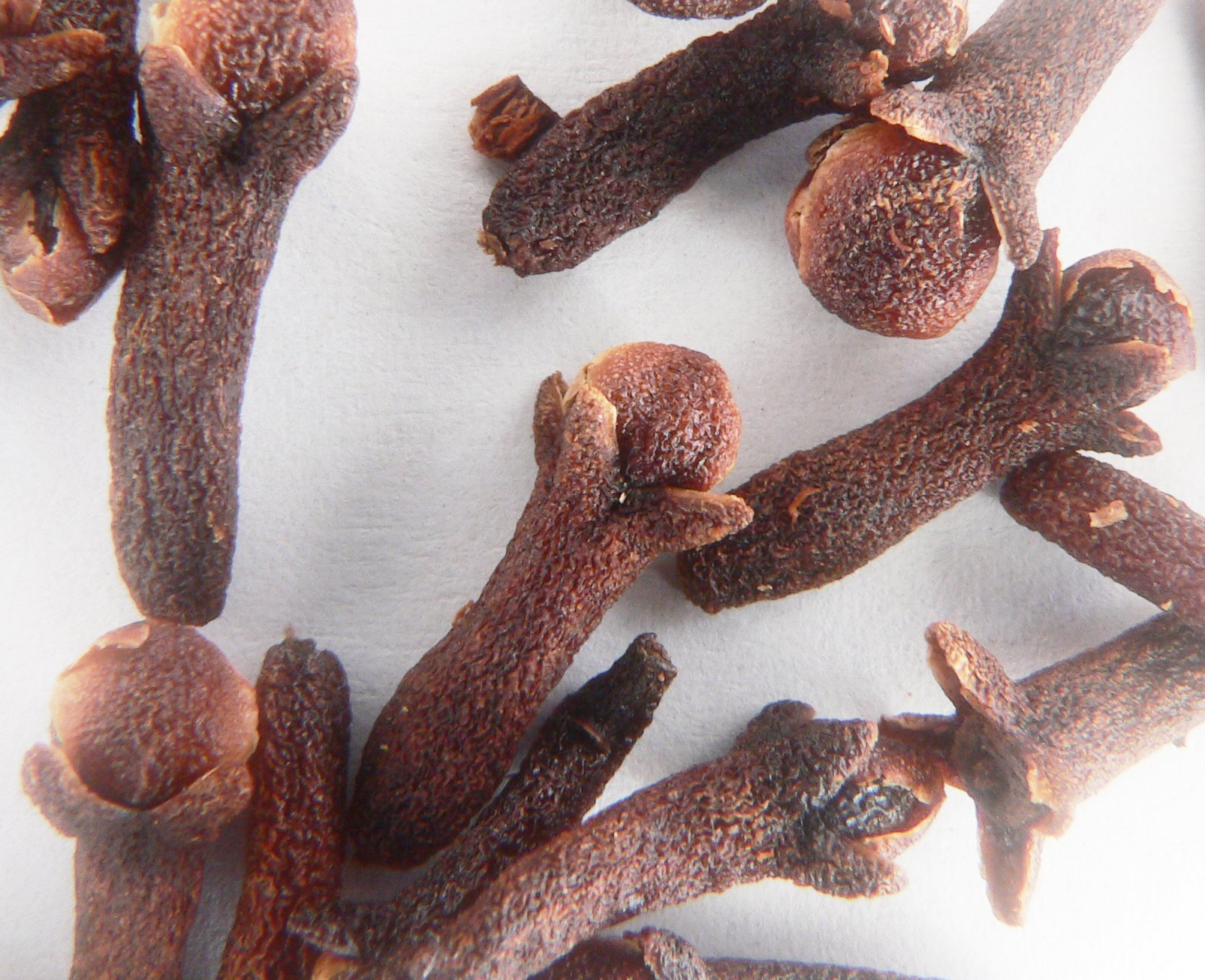
Гвоздика — пряность: высушенные бутоны гвоздичного дерева

Именно благодаря плодам гвоздичное дерево получило своё название: высушенные нераскрывшиеся цветочные почки напоминают по форме гвозди старой ручной ковки. Гвоздика обладает жгучим вкусом и своеобразным сильным ароматом. Причём жгучесть и аромат сконцентрированы в разных местах бутона. Наиболее тонкий аромат дает шляпка, а жгучая часть расположена в черешке. Черешок у гвоздики после ферментации должен стать эластичным и оставлять маслянистый след от эфирного масла на бумаге при нажиме.
Молотая гвоздика сравнительно быстро теряет свои потребительские качества и мало приемлема для употребления.
Для определения качества гвоздики её достаточно с силой бросить в воду. Пряность должна тонуть, в крайнем случае, плавать вертикально, шляпкой вверх. Если же она плавает горизонтально, то это признак низкого качества (так как пряность «пересохла», и эфирное масло почти улетучилось).

## Применение в кулинарии

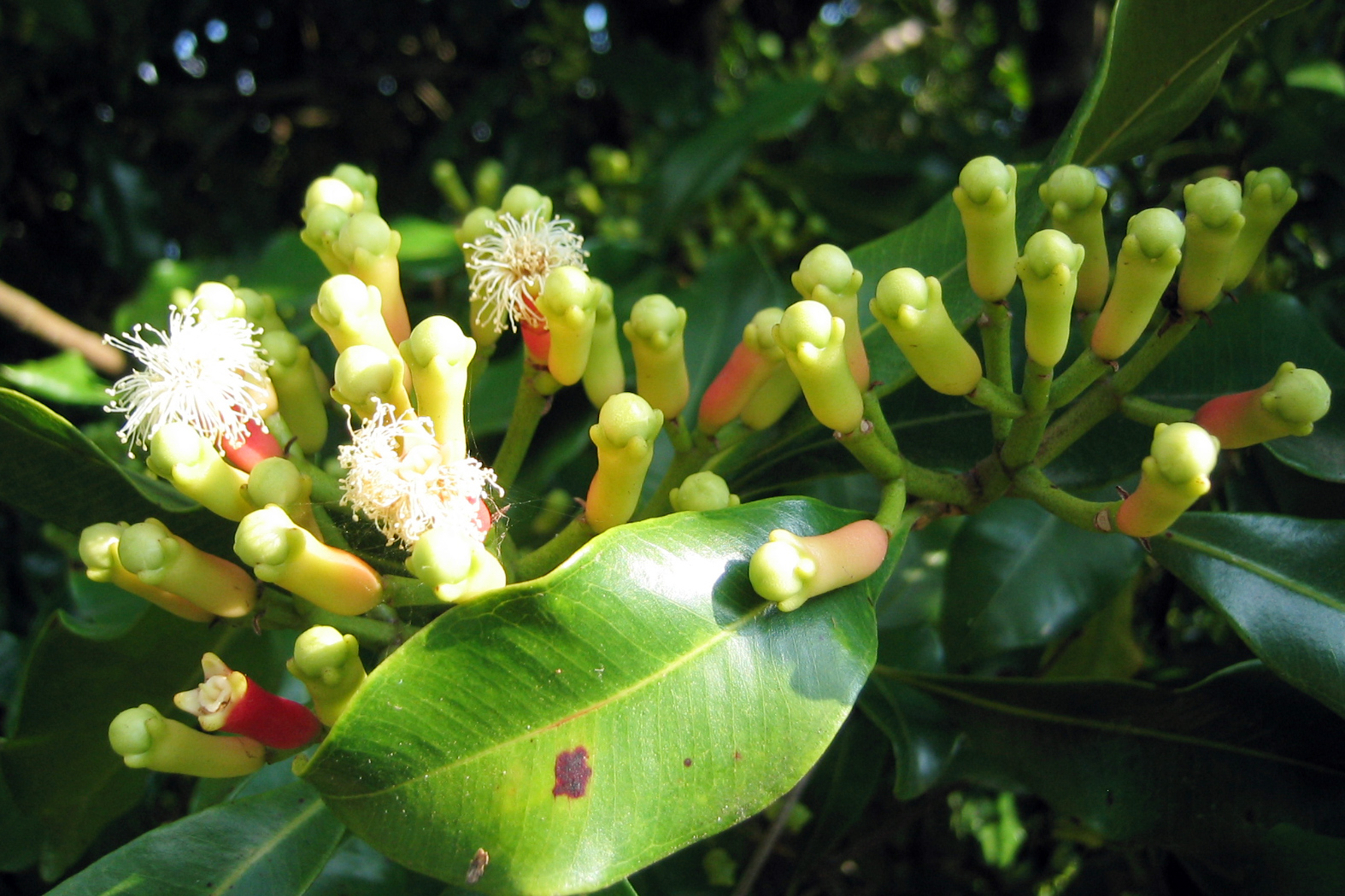
Гвоздичное дерево на Бали, Индонезия

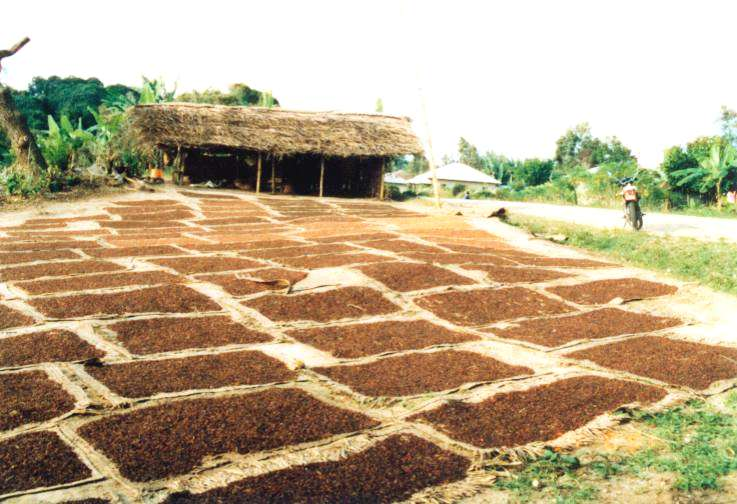
Бутоны в процессе сушки (о. Пемба)

В кулинарии гвоздика применяется, главным образом, для приготовления маринадов (грибных, фруктово-ягодных, мясных, овощных, реже рыбных). Смеси пряностей, в которые входит гвоздика, используются в кондитерском, рыбоконсервном и колбасном производствах.
Для приготовления сладких блюд (компотов, пудингов, кондитерских изделий) используется гвоздика — или самостоятельно, или в смеси с корицей. Лучше использовать головки (шляпки) гвоздики.
В смеси с чёрным перцем гвоздика применяется при приготовлении тушёного мяса, баранины, свиных и мясных жирных фаршей, мясных крепких бульонов, а также соусов, подаваемых к домашней птице (куры, индейки). В этом случае, для усиления жгучего качества пряности можно использовать только черешки.
Свой вкус и аромат гвоздика передаёт одинаково хорошо как горячим, так и холодным блюдам, но, если вкус остаётся почти неизменным, то аромат при повышенной температуре быстро улетучивается. Поэтому для определения момента введения гвоздики в блюдо необходимо следовать простому правилу: чем более тонкий аромат необходимо получить, тем позже необходимо закладывать гвоздику. Там же, где закладка должна быть осуществлена до тепловой обработки, необходимо быть осторожным в дозировке, особенно в кондитерских изделиях. Противопоказана закладка гвоздики в блюда с длительной тепловой обработкой и ранней закладкой пряности, например, пловы.
Не следует вводить гвоздики в больших дозах в маринады с содержанием вина, уксуса и других спиртосодержащих жидкостей. Следует помнить, что в спирте горькая составляющая вкуса гвоздики растворяется (экстрагируется) значительно сильнее.
В пищевой промышленности СССР, особенно в консервной, весьма часто гвоздику заменяли отечественной пряностью — колюрией.
Гвоздику используют как сырьё для получения нескольких видов гвоздичного эфирного масла, существенно различающихся по свойствам, применяемых в парфюмерии, консервном и ликёро-водочном производстве, в стоматологии и в ароматерапии.

## Фармакологические свойства и медицинское применение
В лечебных целях используют цветочные бутоны (лат. Flores Caryophylli) и плоды. Бутоны и плоды гвоздичного дерева включены в Британскую травяную фармакопею (БТФ).
Проверялось глистогонное действие лекарственного настоя, приготовленного из цветков растения. Опыты показали, что вещества, содержащиеся в настое, парализуют или же убивают аскариды свиней. Отмечена высокая эффективность глистогонного действия экстракта цветков в арахисовом масле в дозах 1 г, 0,5 г и 0,1 г/кг при введении в желудок собакам при аскаридозе. Эфирное масло растения и эвгенол, входящий в его состав, оказывает бактериостатическое действие на туберкулёзную палочку в концентрации 1:8000. Спиртовая настойка цветков растения in vitro оказывает бактериостатическое действие на дифтерийную палочку, возбудителя сибирской язвы, золотистый и белый стафилококк, бациллы паратифа А и Б, дизентерийные бактерии типа Шиги, Флекснера, бациллы холеры и чумы, а также вируса гриппа. Сильное фунгицидное действие оказывают препараты растения на виды грибков, вызывающих заболевание кожи, однако раздражающего действия на кожный покров они не оказывают.
В китайской медицине гвоздику применяют как ароматическое средство, способствующее пищеварению при плохом аппетите; как болеутоляющее направленного действия при заболевания желудочно-кишечного тракта, как глистогонное, при диспепсии, рвоте, отрыжке, вздутиях живота и при женских заболеваниях простудного характера. Бутоны растения входят в состав «спасительного напитка» при раке. Наружно используют при ревматизме. Гвоздичное масло назначают в качестве антисептика при некоторых заболеваниях кожи и слизистых оболочек, при стригущем лишае.
Эфирное масло гвоздики и эвгенол применяют в зубоврачебной практике как антисептическое средство, а также для лечения бородавок.
В европейской и азиатской медицине применяется как стимулирующее и ветрогонное.